# Cardiochlamys
Cardiochlamys es un género con dos especies de plantas con flores perteneciente a la familia de las convolvuláceas.

## Taxonomía
El género fue descrito por Daniel Oliver   y publicado en Hooker's Icones Plantarum 15: , pl. 1403. 1883. La especie tipo es: Cardiochlamys madagascariensis Choisy.

## Especies
- Cardiochlamys madagascariensis
- Cardiochlamys velutina